# Kanton Le Ribéral
Le Ribéral (katalanisch El Riberal) ist seit 2015 ein französischer Wahlkreis im Arrondissement Perpignan, im Département Pyrénées-Orientales und in der Region Okzitanien; sein Hauptort ist Saint-Estève.

## Gemeinden
Der Kanton besteht aus sieben Gemeinden mit insgesamt 25.163 Einwohnern (Stand: 1. Januar 2022) auf einer Gesamtfläche von 90,21 km²:
| Gemeinde              | Einwohner 1. Januar 2022 | Fläche km² | Dichte Einw./km² | Code INSEE | Postleitzahl |
| --------------------- | ------------------------ | ---------- | ---------------- | ---------- | ------------ |
| Baho                  | 3.266                    | 7,90       | 413              | 66012      | 66540        |
| Baixas                | 2.784                    | 18,91      | 147              | 66014      | 66390        |
| Calce                 | 224                      | 23,77      | 9                | 66030      | 66600        |
| Peyrestortes          | 1.808                    | 7,96       | 227              | 66138      | 66600        |
| Pézilla-la-Rivière    | 4.048                    | 15,62      | 259              | 66140      | 66370        |
| Saint-Estève          | 11.673                   | 11,67      | 1.000            | 66172      | 66240        |
| Villeneuve-la-Rivière | 1.360                    | 4,38       | 311              | 66228      | 66610        |
| Kanton Le Ribéral     | 25.163                   | 90,21      | 279              | 6614       | –            |